# Rybka zwana Wandą
Rybka zwana Wandą (ang. A Fish Called Wanda) – brytyjsko-amerykański film komediowy z 1988 roku w reżyserii Charlesa Crichtona, nakręcony na podstawie scenariusza Johna Cleese’a. Zdjęcia kręcono w Londynie, Oksfordzie oraz w Cobham w hrabstwie Surrey.

## Obsada
- John Cleese jako Archie Leach
- Jamie Lee Curtis jako Wanda Gershwitz
- Kevin Kline jako Otto
- Michael Palin jako Ken Pile
- Maria Aitken jako Wendy

## Nagrody i nominacje
Oscary za rok 1988
- Najlepszy aktor drugoplanowy – Kevin Kline
- nominacje:
  - Najlepsza reżyseria – Charles Crichton
  - Najlepszy scenariusz oryginalny – John Cleese, Ch. Crichton

Złote Globy 1988, nominacje:
- Najlepsza komedia/musical – reż. Charles Crichton
- Najlepszy aktor w komedii/musicalu – John Cleese
- Najlepsza aktorka w komedii/musicalu – Jamie Lee Curtis

Nagrody BAFTA 1988
- Najlepszy aktor – John Cleese
- Najlepszy aktor drugoplanowy − Michael Palin
- nominacje:
  - Najlepszy film – Michael Shamberg i Charles Crichton
  - Najlepszy aktor – Kevin Kline
  - Najlepsza aktorka – Jamie Lee Curtis
  - Najlepsza aktorka drugoplanowa – Maria Aitken
  - Najlepsza reżyseria – Charles Crichton
  - Najlepszy scenariusz oryginalny – John Cleese
  - Najlepszy montaż – William M. Anderson